# DR1
DR1 ist das erste Fernsehprogramm der dänischen Rundfunkanstalt Danmarks Radio. Der Sendebetrieb wurde 1951 aufgenommen. Nach der Gründung des teilweise werbefinanzierten Senders TV2 rangiert DR1 seit Anfang der 1990er Jahre in der Zuschauergunst auf dem zweiten Platz. Der Marktanteil lag zuletzt bei 22 Prozent aller Zuschauer von 0 bis 24 Uhr.
DR1 ist ein Vollprogramm. Neben Unterhaltung, Dokumentationen und Kultursendungen produziert der Sender die dänische Hauptnachrichtensendung TV Avisen.

## Empfang in Schleswig-Holstein
DR1 wird vom Kabelanbieter Vodafone Kabel Deutschland (bis 2015 unter dem Namen Kabel Deutschland) an den Kopfstationen Flensburg, Heide, Kiel und Neustadt/Holstein ins analoge und digitale Netz eingespeist.